# Королівська сільська рада (Жашківський район)
Королі́вська сільська́ ра́да — адміністративно-територіальна одиниця та орган місцевого самоврядування в Жашківському районі Черкаської області. Адміністративний центр — село Королівка.

## Загальні відомості
- Населення ради: 218 осіб (станом на 2001 рік)

## Населені пункти
Сільській раді були підпорядковані населені пункти:
- с. Королівка

## Склад ради
Рада складалася з 12 депутатів та голови.
- Голова ради: Мельник Наталія Вікторівна

### Керівний склад попередніх скликань
| Прізвище, ім'я, по батькові | Основні відомості                                                                                   | Дата обрання | Дата звільнення |
| --------------------------- | --------------------------------------------------------------------------------------------------- | ------------ | --------------- |
| Мельник Наталія Вікторівна  | Сільський голова, 1957 року народження, освіта середня спеціальна, член Української Народної Партії | 26.03.2006   | 31.10.2010      |
| Мельник Наталія Вікторівна  | Сільський голова, 1957 року народження, освіта середня спеціальна, член Партії регіонів             | 31.10.2010   |                 |

Примітка: таблиця складена за даними сайту Верховної Ради України

### Депутати
За результатами місцевих виборів 2010 року депутатами ради стали:

#### За суб'єктами висування
| Суб'єкт висування               | Кількість обраних депутатів | %    |
| ------------------------------- | --------------------------- | ---- |
| Партія регіонів                 | 5                           | 41,7 |
| Комуністична партія України     | 3                           | 25   |
| Політична партія «Наша Україна» | 2                           | 16,7 |
| Самовисування                   | 2                           | 16,7 |

#### За округами
| № округу                        | Прізвище, ім'я, по батькові      | Дата визнання обраним | Освіта             | Партійна приналежність                | Відомості про обраного депутата            |
| ------------------------------- | -------------------------------- | --------------------- | ------------------ | ------------------------------------- | ------------------------------------------ |
| Комуністична партія України     |                                  |                       |                    |                                       |                                            |
| 5                               | Герасимчук Віктор Михайлович     | 02.11.2010            | середня            | член Комуністичної партії України     | тимчасово не працює                        |
| 6                               | Антонюк Віктор Миколайович       | 02.11.2010            | середня            | член Комуністичної партії України     | тимчасово не працює                        |
| 10                              | Комлєв Сергій Єгорович           | 02.11.2010            | середня            | член Комуністичної партії України     | тимчасово не працює                        |
| Партія регіонів                 |                                  |                       |                    |                                       |                                            |
| 1                               | Антонюк Тетяна Михайлівна        | 02.11.2010            | середня            | член Партії регіонів                  | тимчасово не працює                        |
| 2                               | Альмужний Віктор Михайлович      | 02.11.2010            | середня            | член Партії регіонів                  | СБК, завідувач                             |
| 3                               | Співак Зоя Володимирівна         | 02.11.2010            | середня            | член Партії регіонів                  | тимчасово не працює                        |
| 7                               | Герасимчук Валентина Миколаївна  | 02.11.2010            | середня спеціальна | член Партії регіонів                  | Сільська рада с. Королівка, секретар       |
| 8                               | Антонюк Емілія Олексіївна        | 02.11.2010            | середня спеціальна | член Партії регіонів                  | Територіальний центр, соціальний працівник |
| Політична партія «Наша Україна» |                                  |                       |                    |                                       |                                            |
| 11                              | Васютинський Володимир Антонович | 02.11.2010            | середня            | член Політичної партії «Наша Україна» | ТОВ «Золоте курча», фуражир                |
| 12                              | Васютинська Галина Дмитрівна     | 02.11.2010            | середня            | член Політичної партії «Наша Україна» | СБК, бібліотекар                           |
| Самовисування                   |                                  |                       |                    |                                       |                                            |
| 4                               | Талімончак Людмила Іванівна      | 27.12.2010            | вища               | позапартійна                          | тимчасово не працює                        |
| 9                               | Дзюба Юрій Іванович              | 02.11.2010            | середня            | позапартійний                         | ТОВ «Золоте курча», оператор-птахівник     |